# Bernat de Vilamarí (bisbe)
Bernat de Vilamarí fou bisbe de Girona entre els anys 1292 i 1312. Durant el seu episcopat treballà en defensa de la llibertat eclesiàstica i del patrimoni del bisbat.
Era un noble del llinatge de Vilamarí, que arribà a ser bisbe de Girona el 14 de març de 1292 durant el papat de Nicolau IV. Durant el seu episcopat fundaren el religiosos de l'orde del Carme de l'Observança un establiment a Girona. Bernat era ja molt vell quan el papa Climent V, d'origen francès, convocà un concili general a Viena del Delfinat per a la total extinció de l'orde del Temple, sol·licitada pel rei de França Felip el Bell. Bernat s'havia traslladat a aquella ciutat per a assistir al sínode però hi morí el 30 de gener del 1311.
Fou dut el seu cos a Catalunya i soterrat dins d'un sepulcre de pedra a la capella de Tots els Sants de la Catedral de Girona.